# Milizia celeste

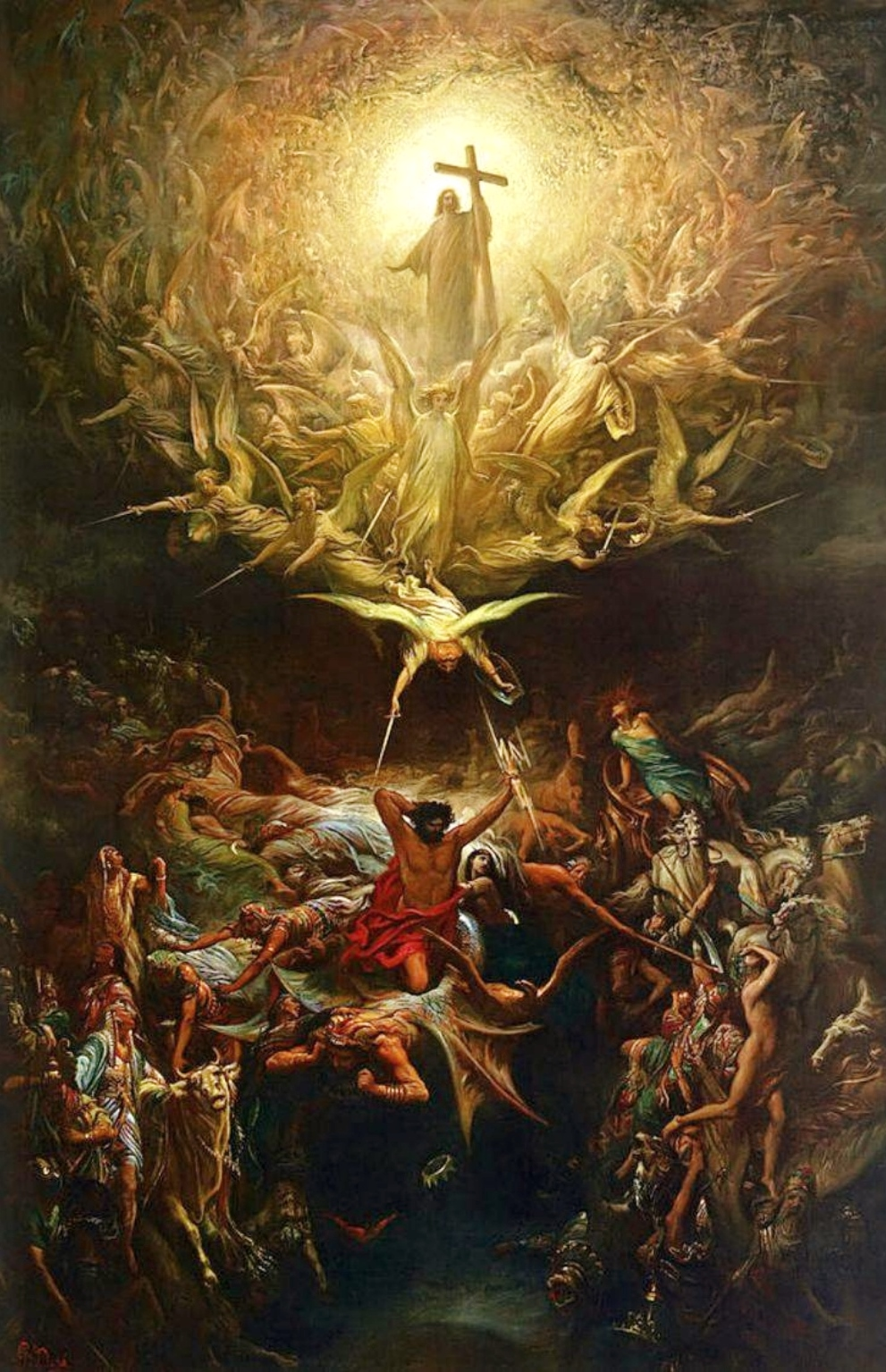
Trionfo del Cristianesimo sul paganesimo di Gustave Doré. Si noti come la milizia viene condotta dall'Arcangelo Michele

La milizia celeste (in ebraico צבאות‎?) si riferisce all'esercito di Yahweh, come menzionato sia nella Bibbia ebraica che in quella cristiana, così come in altri testi abramitici.

## Nuovo Testamento
Nel Libro dell'Apocalisse, le forze ribelli di satana vengono sconfitte dalla milizia celeste guidato dall'arcangelo Michele durante la Guerra Celeste. Viene descritto nel dodicesimo capitolo dell'Apocalisse, nei versi 7-9.
7 Il drago combatteva insieme con i suoi angeli,
8 ma non prevalsero e non ci fu più posto per essi in cielo.
9 Il grande drago, il serpente antico, colui che chiamiamo il diavolo e satana e che seduce tutta la terra, fu precipitato sulla terra e con lui furono precipitati anche i suoi angeli.